# Mi Tianmi
Mi Tianmi (chinesisch 弭甜蜜, Pinyin Mi Tian-mi; * 26. Juni 2004) ist eine chinesische Tennisspielerin.

## Karriere
Mi spielt hauptsächlich Turniere auf der ITF Women’s World Tennis Tour, auf der sie bislang einen Titel im Doppel gewinnen konnte.

## Turniersiege

### Doppel
| Nr. | Datum          | Turnier | Kategorie | Belag | Partnerin  | Finalgegnerinnen                | Ergebnis |
| --- | -------------- | ------- | --------- | ----- | ---------- | ------------------------------- | -------- |
| 1.  | 16. April 2023 | Telde   | ITF W15   | Sand  | Shin Ji-ho | Giulia Crescenzi Marie Mettraux | 6:4, 6:3 |